# Gèle
Die Gèle ist ein Fluss in Frankreich, der im Département Gers in der Region Okzitanien verläuft. Sie entspringt im Gemeindegebiet von La Sauvetat, entwässert generell in nordwestlicher Richtung durch die Landschaft Armagnac und mündet nach rund 26 Kilometern im Gemeindegebiet von Condom als rechter Nebenfluss in die Baïse.

## Orte am Fluss
(Reihenfolge in Fließrichtung)
- La Sauvetat
- Saint-Puy
- Maignaut-Tauzia
- Béraut
- Condom